# جون كلارك (سياسي أمريكي، مواليد 1825)
جون كلارك (بالإنجليزية: John Clark)‏ هو سياسي أمريكي، ولد في 1825 في Unity, New Hampshire ‏ في الولايات المتحدة، وتوفي في 1904. انتخب عضو مجلس ولاية مينيسوتا (1887 – 1890).